# (38135) 1999 JB55
1999 JB55 (asteroide 38135) é um asteroide da cintura principal. Possui uma excentricidade de 0.16222790 e uma inclinação de 2.23660º.
Este asteroide foi descoberto no dia 10 de maio de 1999 por LINEAR em Socorro.